# Monique Teillaud
Monique Teillaud (* 14. Juni 1961 in Paris) ist eine französische Mathematikerin und Informatikerin. Sie forscht im Bereich algorithmische Geometrie am Institut national de recherche en informatique et en automatique (INRIA) in Nancy. 

## Leben
Monique Teillaud ist Schülerin der École normale supérieure de jeunes filles (Jahrgang 1981 S). Sie machte 1984 einen Abschluss (Agrégation) in Mathematik und erwarb 1985 einen DEA in Informatik an der Universität Paris-Saclay. Anschließend erhielt sie eine Stelle an der École nationale supérieure d’informatique pour l’industrie et l’entreprise, bevor sie 1989 zum Institut national de recherche en informatique et en automatique (INRIA) wechselte. Sie promovierte 1991 an der Universität Paris-Saclay mit einer Dissertation mit dem Titel Vers des algorithmiques randomisés dynamiques en géométrie algorithmique (Dynamische randomisierte Algorithmen in algorithmischer Geometrie). Im Jahr 2007 habilitierte sie sich, um Forschungsarbeiten zu leiten. Sie ist Vorsitzende des Programms 2008 des Symposium on Computational Geometry.

## Karriere
Von 1992 bis 2014 war sie Forscherin am INRIA in Sophia Antipolis und wechselte 2014 zum INRIA in Nancy (LORIA), wo sie das Projekt Geometric Algorithms & Models Beyond the Linear & Euclidean realm (GAMBLE), ein Nachfolgeprojekt des Vegas-Projekts, mit leitete.

## Forschung
Ihre Arbeit konzentriert sich auf algorithmische Geometrie mit Anwendungen in der Satellitenabdeckung und der Astrophysik. Sie ist eine der Entwicklerinnen der Computational Geometry Algorithms Library (CGAL), einer Softwarebibliothek für Algorithmen der Computergeometrie.

## Veröffentlichungen
- Towards Dynamic Randomized Algorithms in Computational Geometry, INRIA, 1992 (Lecture Notes in Computer Science 758, Springer, 1993)
- Jean-Daniel Boissonnat, Monique Teillaud: Effective computational geometry for curves and surfaces. xii+343. Springer, Berlin 2007, ISBN 978-3-540-33258-9.
- François Anton, Ioannis Z. Emiris, Bernard Mourrain und Monique Teillaud: The O set to an Algebraic Curve and an Application to Conics. International Conference on Computational Science and its Applications, Singapour. Springer Verlag, Mai 2005.